# Kerkplein (Baarle)

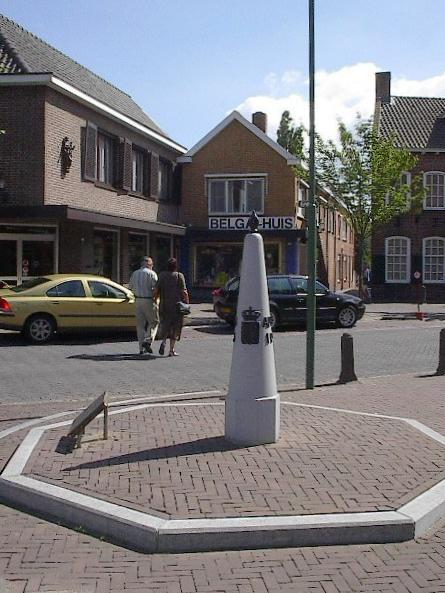
Symbolische grenspaal op het kerkplein.

Het Kerkplein in Baarle ligt voor de Sint-Remigiuskerk, de kerk van Baarle-Hertog. Het plein is van een kerkhof geëvolueerd in een grasveld.
In een voormalig parochiezaaltje van de Remigiusparochie is het Baarle's Kaarsenmuseum gevestigd. De kaarsen in dit museum zijn van de hand van Frits Spies. De kaarsen zijn allemaal gemaakt van bijenwas.
Op het kerkplein staat een veelhoekige vitrine. In deze vitrinekast staat een maquette van Baarle. Voor de ruiten zitten verschillende drukknoppen. Wie op een knop drukt, ziet het Nederlandse deel van Baarle wegzakken. Even later komt het weer op gelijke hoogte als het Belgische gedeelte van Baarle.
Op het grasveldje staat een monument in Blauwe hardsteen en baksteen. Dit monument is ter nagedachtenis van de Poolse soldaten die Baarle hebben bevrijd op 3 oktober 1944. Zowel Baarle-Nassau als Baarle-Hertog werden op deze dag bevrijd.
Op het plein staat ook een grenspaal. Het is een replica van een grenspaal: een getrouwe kopie met aangepaste opschriften. Op 4 april 1976 is deze grenspaal onthuld, door de beide burgemeesters van Baarle.